# كورنيش النيل (دسوق)
كورنيش النيل بمدينة دسوق، هو ممشى سياحي موازٍ لنهر النيل (فرع رشيد)؛ الذي تطل عليه مدينة دسوق في مصر. وكورنيش النيل مُقسّم إلى ثلاثة أجزاء، أحدهما شمالي؛ والآخر جنوبي، وبينهما الجزء الأوسط، وهو حديقة الأسرة والطفولة.

## الكورنيش الشمالي
يمتد كورنيش النيل الشمالي بداية من الحدود المدينة من جهة الشمال، على ضفة النيل جهة الغرب، حتى نهايته خلف مبنى رئاسة المدينة، ويمتد بطول 1,45 كم. وهو شارع رئيسي موازي لشارع الجيش ومعاكس لمساره، أي ذو اتجاه واحد. ويمر ضمن حدود حي شمال والأطراف الشمالية لحي جنوب.
يطل على الكورنيش الشمالي مبان سكنية وعدة منشآت، مثل:
- نادي دسوق الرياضي.
- نادي المعلمين.
- النادي الاجتماعي للمعلمين وأسرهم.
- مرسى نهري.
- قسم شرطة المسطحات المائية.
- قسم شرطة الإنقاذ النهري.
- بنك مصر.
- بنك القاهرة.

ويقطع الكورنيش في حي شمال كوبري دسوق.

## الكورنيش الأوسط
تعد حديقة الأسرة والطفولة الجزء الأوسط من كورنيش النيل بطول 351 متراً فقط، فهي تطل على نهر النيل مباشرةً ما بين الكورنيش الشمالي والكورنيش الجنوبي للنيل. وكذلك تعد من أكثر الأماكن السياحية جذباً بمدينة دسوق،  خصوصاً لقربها من مسجد سيدي إبراهيم الدسوقي، الذي يفصله عنها حدائق الميدان الإبراهيمي وشارع الجيش والموازي للحديقة. لذلك تظهر الحديقة في شكل شريطي محصور بين شارع الجيش ونهر النيل.
والحديقة واحدة من الحدائق العامة بالمدينة، وتُدار من قِبل رئاسة ومركز ومدينة دسوق مباشرة.

## الكورنيش الجنوبي
يعتبر الكورنيش الجنوبي امتداداً لشارع كورنيش النيل الواقع شمالاً. فالكورنيش الجنوبي محصور بين حديقة الأسرة والطفولة شمالاً، وكوبري دسوق العلوي جنوباً، وشارع الجيش شرقاً، ونهر النيل غرباً. ويبلغ طوله حوالي 1.12 كم.
يحتوي الكورنيش الجنوبي على طوله مقاعد مزودة بمظلات خرسانية مطلّة على النيل مباشرةً. وينتشر على طوله المقاهي والمطاعم.
يلتحق بالكورنيش حديقتين:
- الحديقة الرومانية، وهي مرتفعة عن الكورنيش.
- حديقة 6 أكتوبر.

## معرض الصور

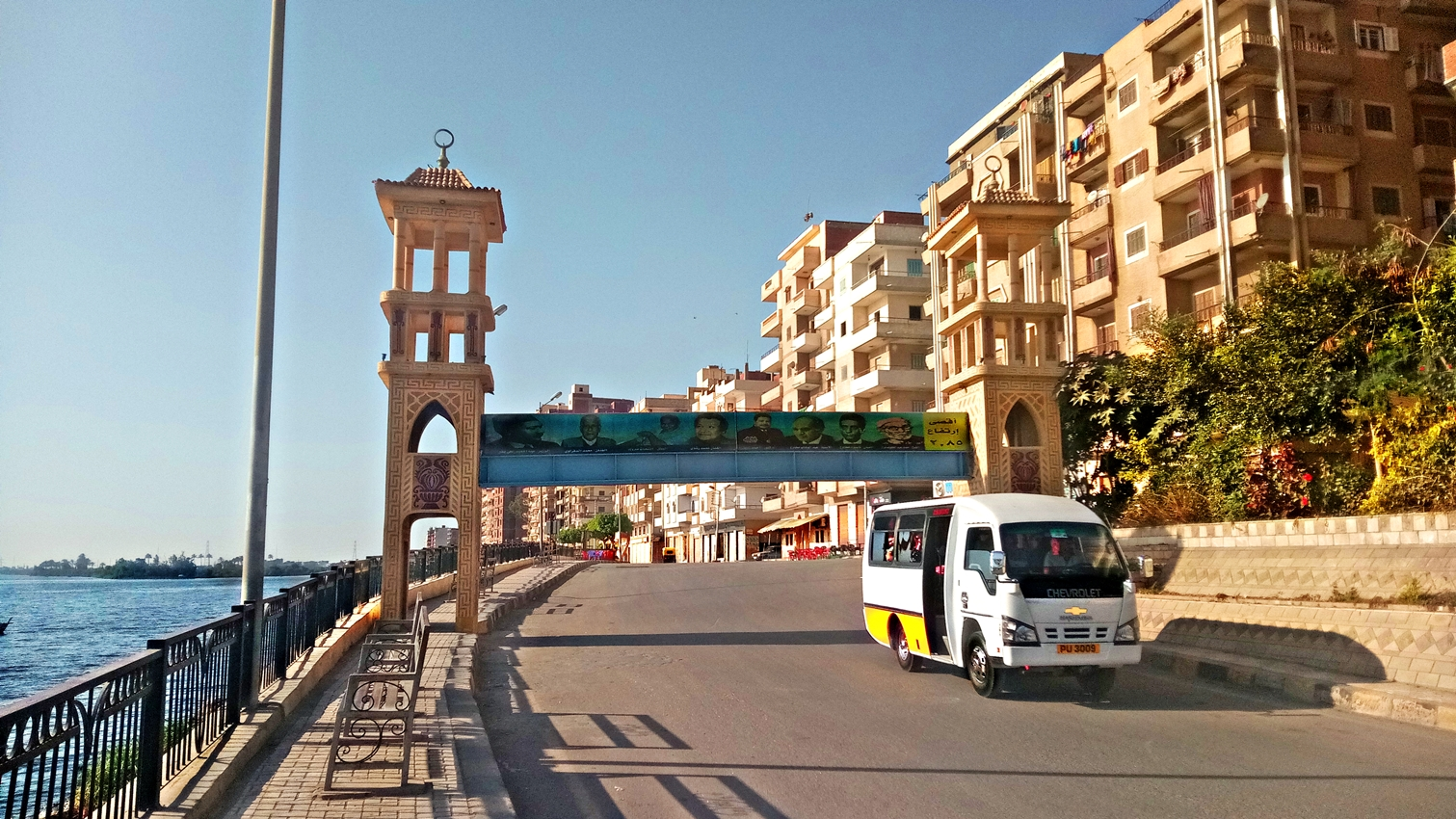
كورنيش النيل بالكِشلة شمالاً.
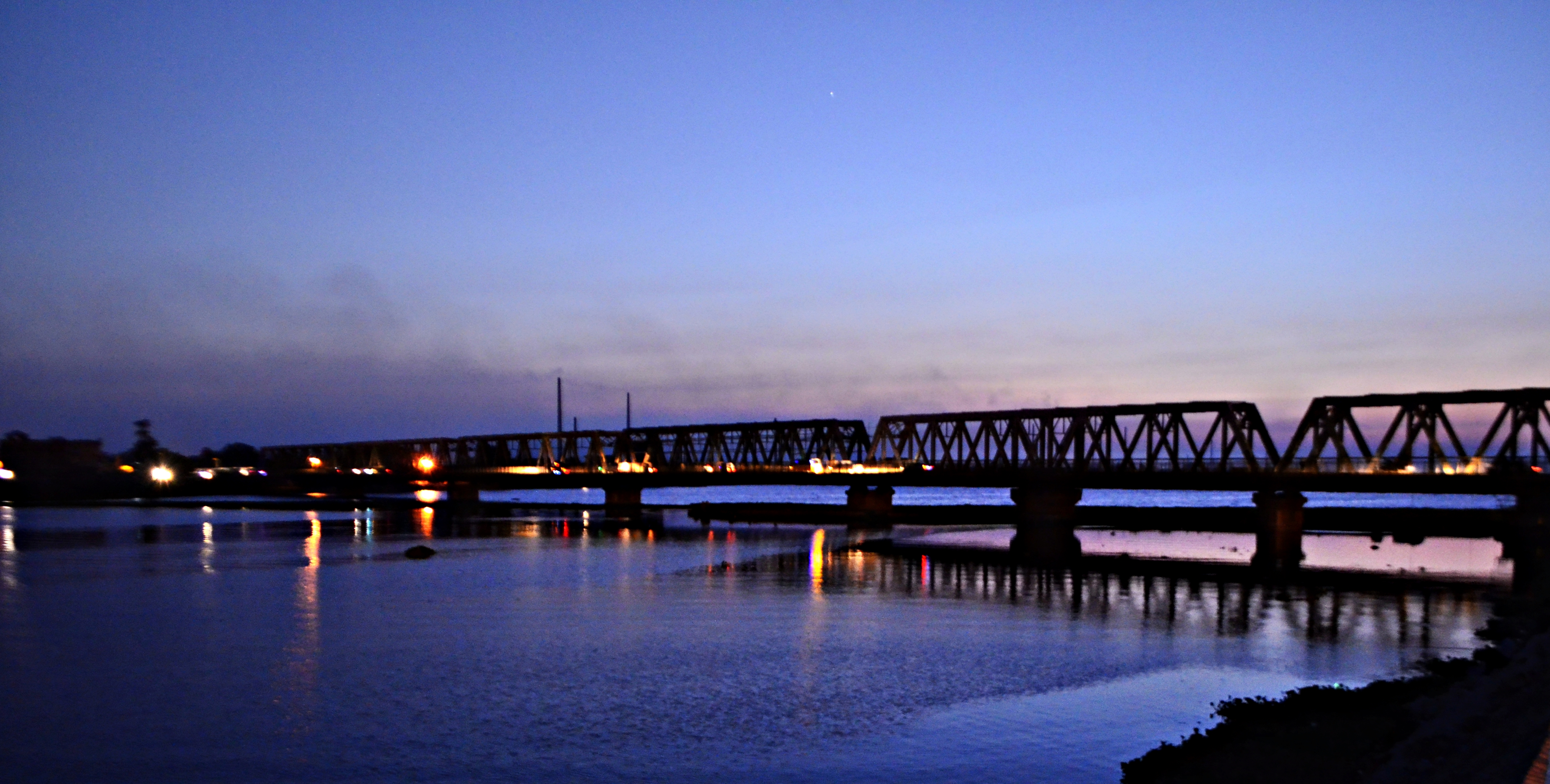
كوبري دسوق.
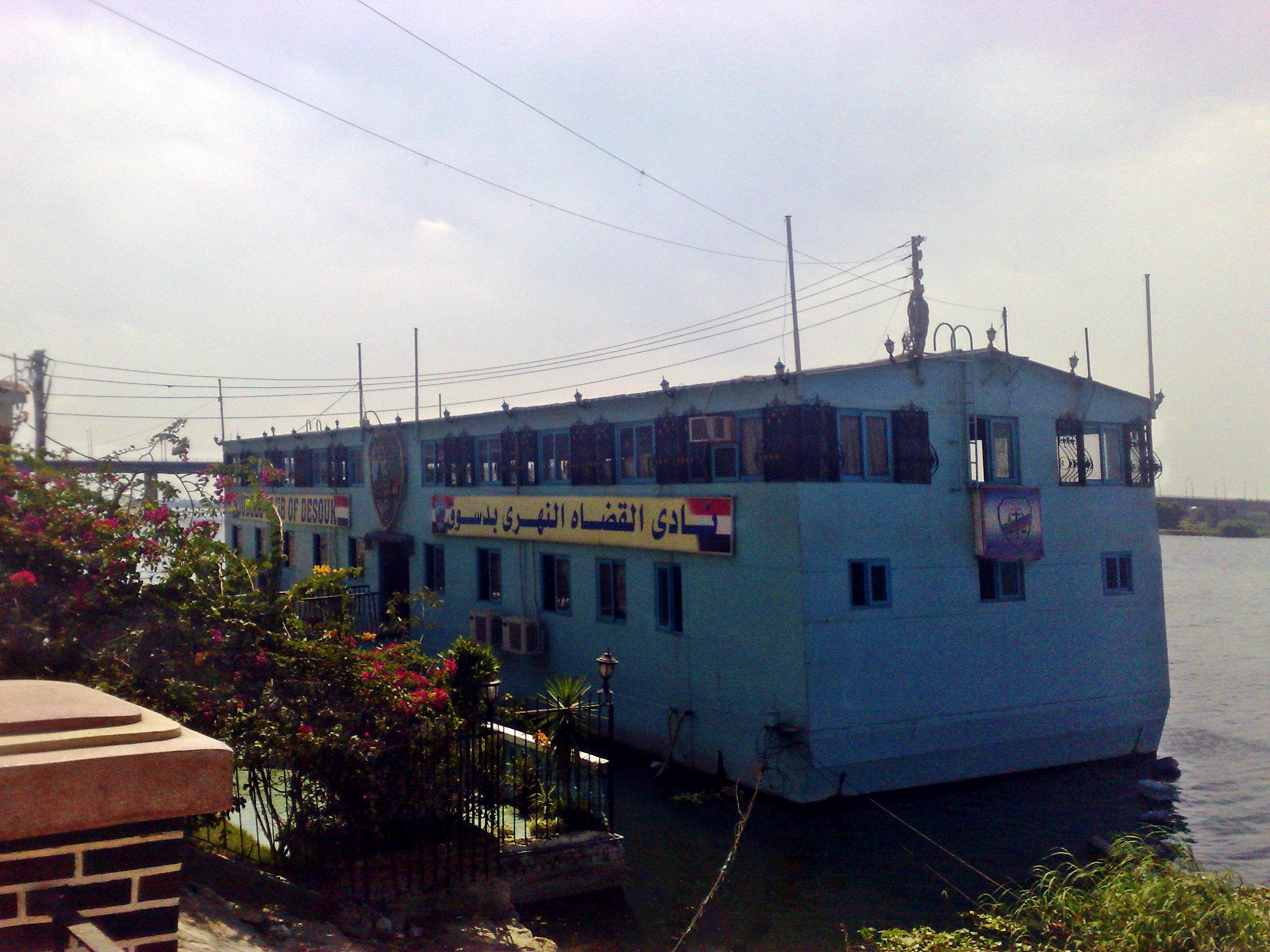
نادي القضاء النهري المطل على الكورنيش الجنوبي.
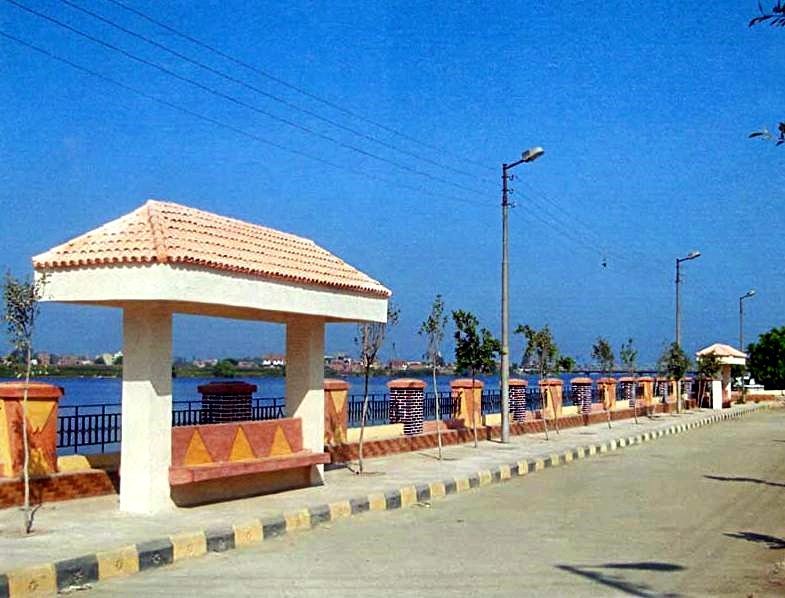
المقاعد الخرسانية زمن إنشائها بالكورنيش الجنوبي سنة 2007.
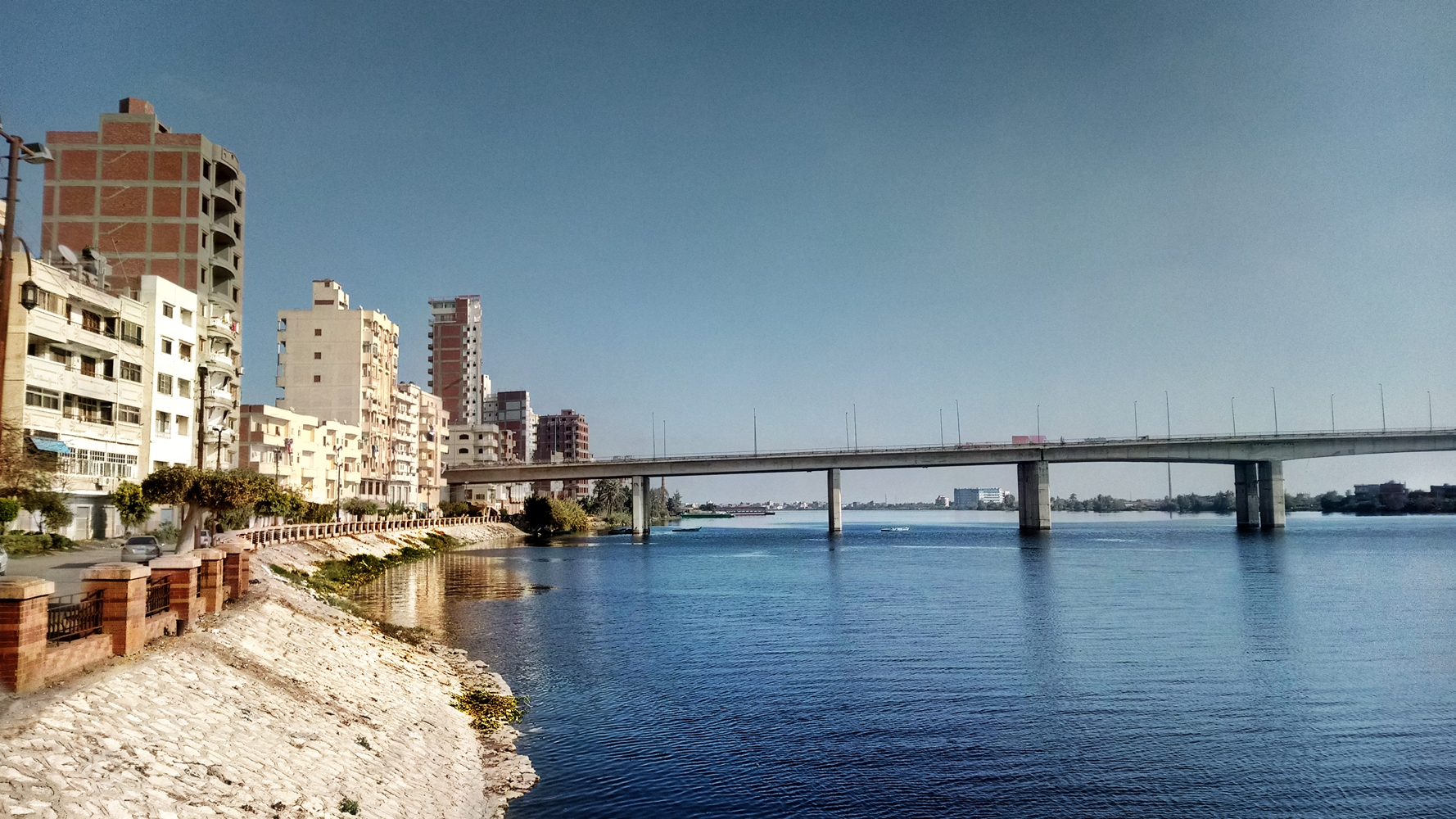
الكورنيش الجنوبي وكوبري دسوق العلوي.
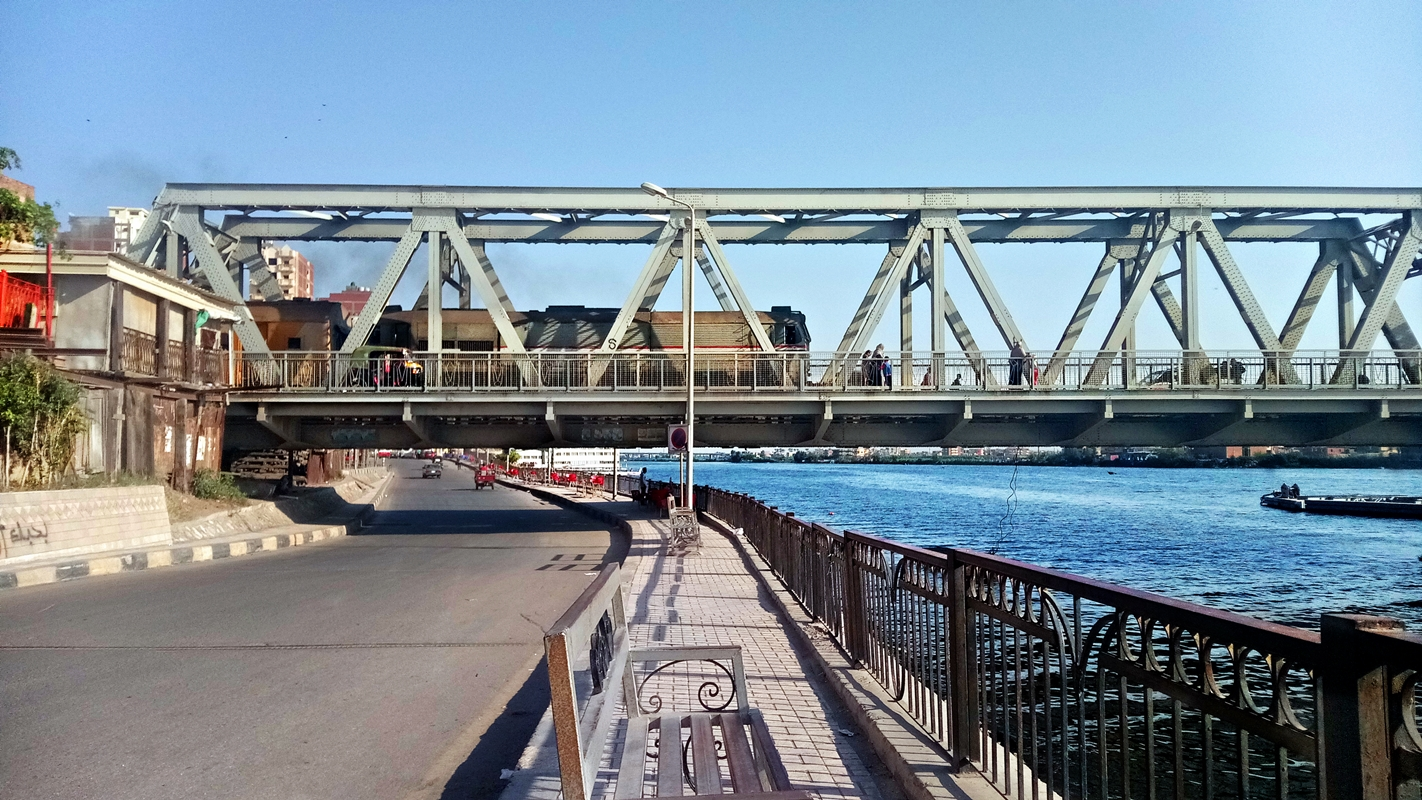
الكورنيش الشمالي يتقاطع مع كوبري دسوق.
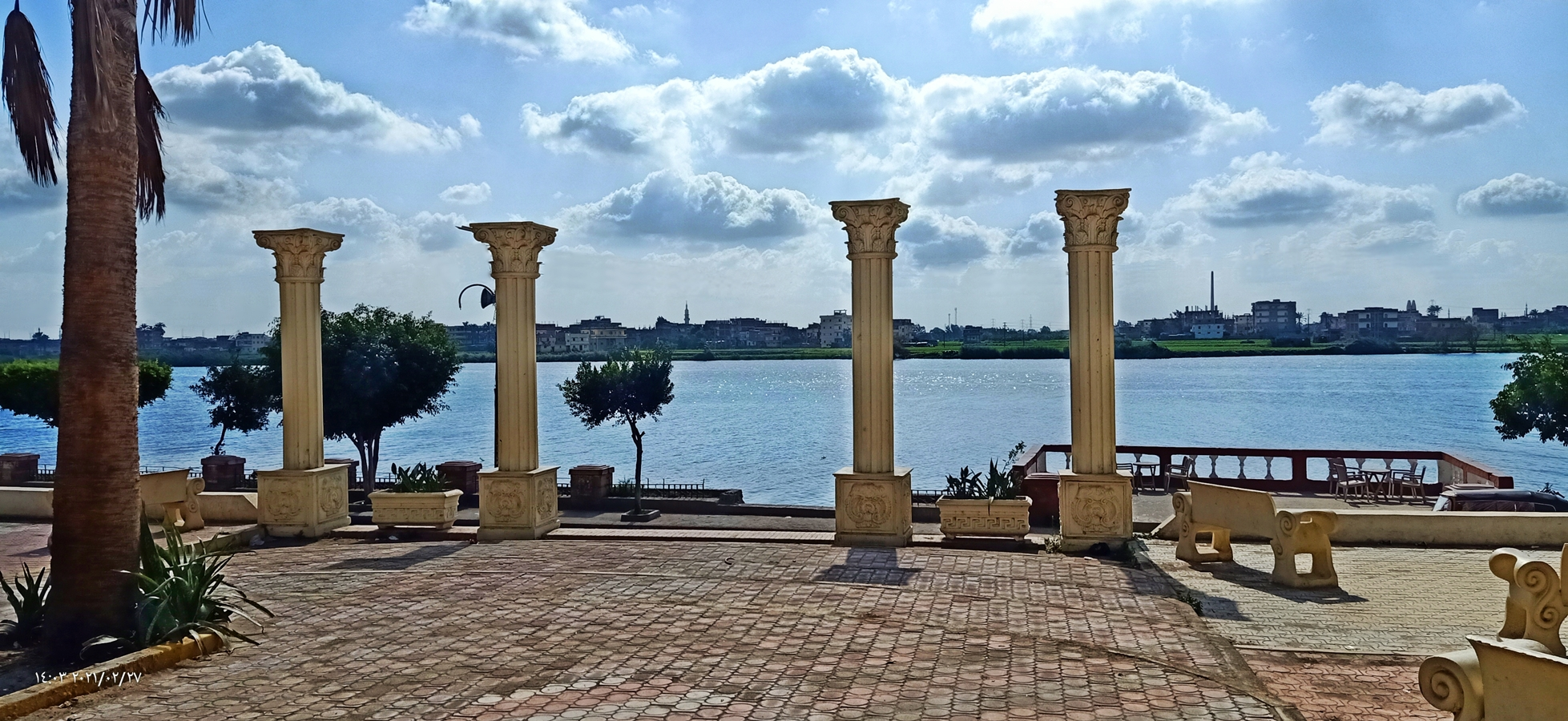
الحديقة الرومانية مُطلّة على الكورنيش الجنوبي.